# Blauer Dollar

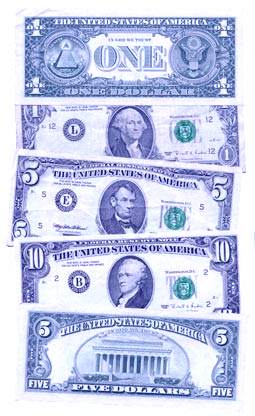
Blauer Dollar

Blauer Dollar (dólar blue), Parallel-Dollar (dólar paralelo) oder schwarzer Dollar (dólar negro) sind Euphemismen, die ursprünglich für illegal in Argentinien auf dem Schwarzmarkt erworbene US-Dollar stehen. Im Laufe des Jahres 2023 weitete sich die Anwendung des Begriffs dólar blue auch auf das nördliche Nachbarland Bolivien aus.

## Begriff
Die Bezeichnung blauer Dollar wird in Argentinien seit 2011 benutzt, als das argentinische Bundesamt für Staatseinnahmen (AFIP) und die argentinische Zentralbank (BCRA) unter der Regierung von Cristina Fernández de Kirchner Beschränkungen für den Kauf von Fremdwährungen einführten. Das Adjektiv blau kommt aus dem Englischen und wird im Zusammenhang mit zwielichtigen, dunklen Geschäften benutzt. Gemäß einigen Zeitungen wird es in Bezug auf den blauen Dollar verwendet, weil die Transaktionen mit dieser Währung auf dem Schwarzmarkt getätigt werden und gegen die Regulierungen des AFIP verstoßen.

## Geschichte

### Argentinien
Im Jahr 2011 verursachte die hohe Nachfrage nach US-Dollars seitens der argentinischen Bevölkerung einen starken Rückgang der Devisenreserven der Zentralbank, von geschätzten 52 Milliarden US-Dollar auf 46,3 Milliarden US-Dollar. In jenem Jahr erreichte die Kapitalflucht (Bildung von ausländischen Vermögenswerten, d. h. von Vermögen, das außerhalb des Finanzsystems bleibt oder ins Ausland transferiert wurde) die Marke von 21,5 Milliarden US-Dollar und übertraf beinahe den Rekord von 2008, als mit dem Platzen der Subprime-Blase in den USA etwa 23 Milliarden US-Dollar aus dem argentinischen Finanzsystem abflossen. Im Jahr 2012 sank gemäß der argentinischen Zentralbank die Kapitalflucht aufgrund der Einschränkungen des Kapitalexports auf 4 Milliarden.
Zunächst bestanden die Beschränkungen darin, dass Personen, die Dollars (oder andere Währungen) kaufen wollten, mit einer Eintragung beim AFIP, der Steuerbehörde Argentiniens, Rechenschaft über ihre Einkünfte ablegen mussten. Man nahm an, dass dies Geldwäsche und  Steuerdelikte verhindern würde. Ein weiterer Beweggrund für die Beschränkung war die Inflationsrate im Land. Die Absicht der Regierung war es, einen abrupten Wertverlust des Pesos im Verhältnis zum Dollar zu verhindern. Dies sollte kurzfristig zur Erhaltung der Wettbewerbsfähigkeit beitragen, die die Wirtschaft im Falle einer Inflation einbüßt. Gleichzeitig wurde allerdings der Druck, die Preise später anzuheben, erhöht.
Später wurden die Beschränkungen des Kaufs von Dollars gelockert. Am 5. Juli 2012 verbot die argentinische Zentralbank in der Verordnung 5318 A in Übereinstimmung mit der Meinung der Zeitung El Cronista auf unbestimmte Zeit den Kauf von US-Dollars und anderen Fremdwährungen zu Sparzwecken. Ab dem 27. Januar 2014 konnten Privatpersonen, über deren Einkünfte das AFIP informiert war, wieder ausländische Währungen zum Sparen bei Banken und Wechselstuben erwerben – allerdings nur im Wert von höchstens 20 % ihrer monatlichen Einkünfte. Die Voraussetzung für den Zugriff auf das Fremdwährungs-Verkaufssystem ist, dass man mindestens die Summe von zwei Mindestlöhnen verdient. Am 7. Mai 2013 erreichte der Dollar auf dem Parallelmarkt den Kursrekord von 10,47 Pesos, während sich der gleiche Wert auf dem offiziellen Markt auf 5,22 belief. Somit erreichte die Differenz zwischen den beiden Kursen mit 100,6 % den höchsten Wert seit der Einführung der Währungskontrollen im Oktober 2011. Die genannte Differenz wird in Argentinien gemeinhin als brecha cambiaria („Kurskluft“) bezeichnet. Im April 2015 wurde ein US-Dollar auf dem Parallelmarkt zu 12,42 Pesos und auf dem offiziellen Markt zu 8,86 Pesos gehandelt. Die Kluft zwischen dem offiziellen und dem Parallelkurs betrug damit nur noch 40,2 %.
Am 17. Dezember 2015 setzte der im Oktober gewählte Präsident Mauricio Macri den Beschränkungen des Kaufs von Fremdwährungen ein Ende. Dieser Entscheid verursachte eine Abwertung des Pesos von fast 40 % gegenüber dem US-Dollar: Innert 24 Stunden stieg der Kurs von 9,83 auf 13,95.

### Bolivien
Bolivien hält seit 2011 den offiziellen mittleren Umtauschkurs bei 6,91 Boliviano je US-Dollar. Bis zum Jahr 2023 haben sich auch die Wechselstuben daran orientiert. Ein Parallelkurs bestand nicht, die Inflationsraten blieben niedrig und die Bedeutung des Dollars im Geschäftsverkehr nahm kontinuierlich ab (desdolarización).
Aufgrund der Dreifachbelastung von sinkenden Einnahmen aus der Ausbeutung der Erdgasvorkommen, der lähmenden revolutionsartigen Geschehnisse von 2019 und 2020 sowie der Pandemie 2020 bis 2022 wurden die einst komfortablen Devisenreserven des Landes weitgehend aufgebraucht.
In der Folge stieg in der Bevölkerung zunehmend die Furcht vor einer Rückkehr der Inflation und des Zusammenbruchs des lokalen Bankensystems. Verzinste Bankguthaben in Boliviano wurden vermehrt in Banken und Wechselstuben in Dollarscheine getauscht. Gleichzeitig versuchten Nordargentinier, sich in Grenzstädten wie Yacuiba und Bermejo mit Dollar zu versorgen.
Die künstlich erhöhte Nachfrage nach Dollarscheinen verschärfte im Verlauf des Jahres 2023 die Devisenknappheit bei der Bolivianischen Zentralbank. Nachdem sie zunächst noch beschwichtigte und den Marktteilnehmern eine ausreichende Dollar-Versorgung zusagte, sah sie sich in der Folge gezwungen, gemeinsam mit der Regierung Maßnahmen zur Beschränkung des Zugangs einführen. Der offizielle Kurs findet seither primär im Außenhandel Anwendung, während sich für Spar- und Tourismuszwecke ein landesweiter Parallelmarkt ausgebildet hat.
Presseberichten zufolge stieg der Schwarzmarktkurs auf etwa 7,45 im Oktober 2023 und 7,70 im Dezember 2023. Im ersten Quartal 2024 wurden für den Blauen Dollar zunächst Höchstkurse im Bereich von 9 Boliviano gemeldet und von Marktbeobachtern ein weiterer Anstieg auf 10 angekündigt, was die Spekulation anheizte. Doch kurz darauf wurde von deutlich sinkenden Kurse berichtet. Die Regierung hatte in Kooperation mit Wirtschaftsakteuren einen Zehnpunkteplan verkündet, der Wirkung zeigte.
Die inländische Kaufkraft des Boliviano ist im Laufe der Jahre 2019 bis 2024 (Stand 08.05.2024) trotz aller Herausforderungen stabil geblieben, bei Inflationsraten, die zu den niedrigsten der Region gehören. Lediglich Sondereffekte wie blockierte Transportwege, Schwankungen an den Rohstoffmärkten und der Kampf gegen Schmuggelware führten zu temporären Preisanstiegen.